# ZW II 96
ZW II 96 في علم الفلك (بالإنجليزية:Zw II 96 أو Zwicky II 96 ) هو جرم سماوي عبارة عن تصادم مجرتين وتلتحمان ببعضهما البعض. يرى هذا الجرم السماوي في اتجاه كوكبة الدلفين.
يعتبر شكل المجرتين المندمجتين في بعضهما شيئا غير عاديا؛ ففيه تظهر مناطق تولد نجوم كثيفة

فيظهر بينهما حيزا لامعا كشريط يوصل بين حوصلتي المجرتبن. ويصنف هذا الجرم السماوي بأنه نظام فائق اللمعان، ولكنه لم يصل بعد إلى حد الالتحام الكامل، أي أنه فائق اللمعان على الرغم من التوقع بزيادة ضيائه.

يرى 96 Zwicky II في اتجاه كوكبة الدلفين على بعد نحو 500 مليون سنة ضوئية من الأرض
.
استطاع تلسكوب هابل الفضائي رصد 59 صورة لمجرات تندمج في بعضها البعض، وهي في حيازة ناسا وإيسا. وقد نشرت تلك الصور بمناسبة الإحتفال بـمرور 18 عاما على إطلاق تلسكوب هابل الفضائي، وكان الاحتفال في 24 أبريل 2008.

## أقرأ أيضا
- مجرتا الهوائيات
- مجرتي الفئران
- نزع إن جي سي 2207 وأي سي 2163
- نزع مديجزري
- أرب 299
- إن جي سي 2217